# Lužickosrbská oblast osídlení

Vlajka Lužických Srbů

Vlajka města Baršć/Forst

Jako Lužickosrbská oblast osídlení se všeobecně označuje prostor na východě Saska a jihu Braniborska (historické Horní a Dolní Lužice), ve kterém je západoslovanský lid Lužických Srbů původní. Toto území bylo v minulých stoletích následkem asimilace, germanizace a nadměrnou těžbou hnědého uhlí stále zmenšováno. Lužickosrbské území je úředně vymezeno vládami států Sasko a Braniborsko. Podíl Lužických Srbů se dále podle spolkových a zemských zákonů nesmí přezkoumávat, například při sčítání lidu.

## Oficiálně uznaná oblast osídlení

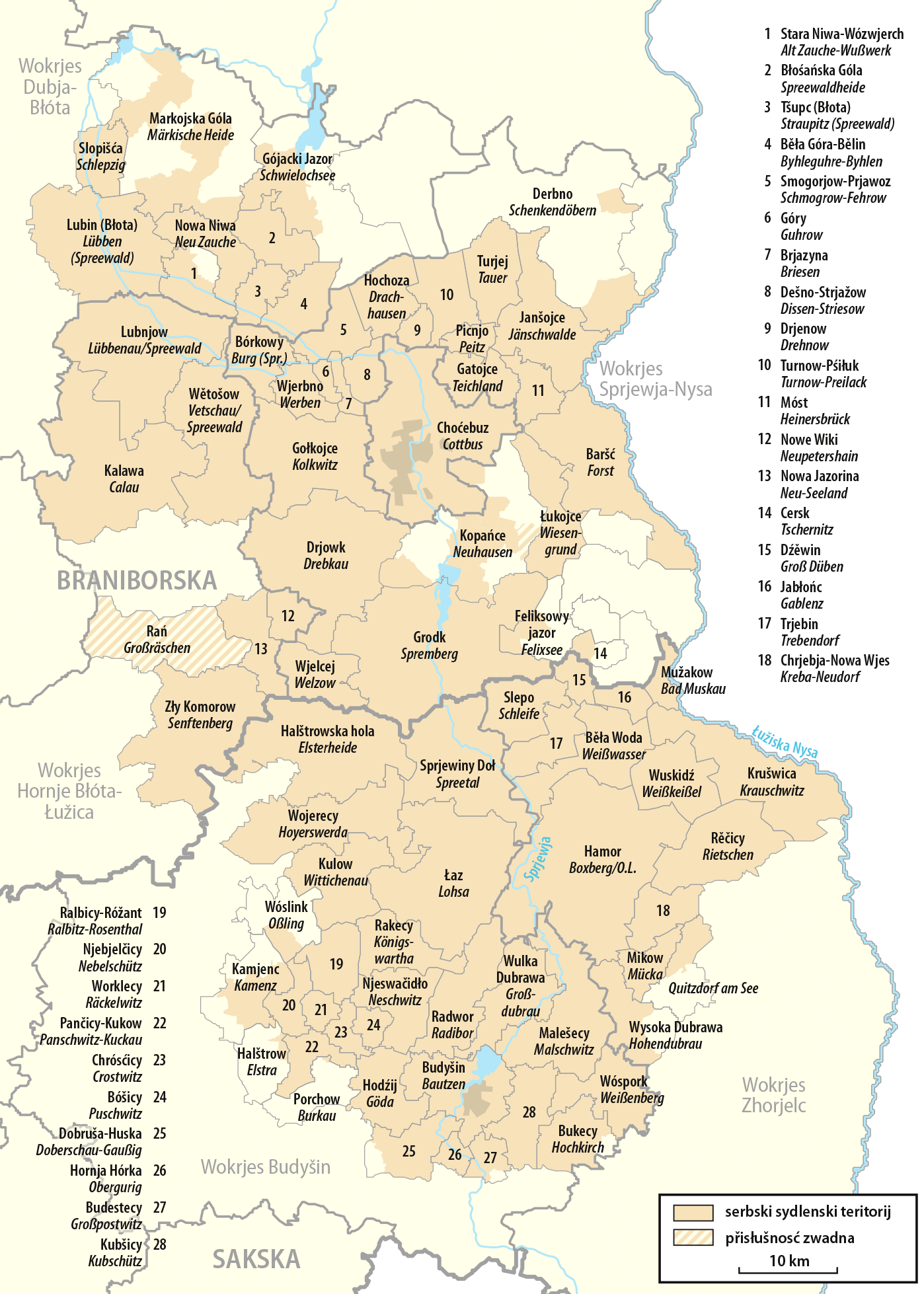
Oficiální tradiční lužickosrbská oblast osídlení

Oficiálně je uznána tzv. "tradiční oblast osídlení" (angestammtes Siedlungsgebiet), která je definována podle státních zákonů a ustanovení států Sasko a Braniborsko. V Sasku je oblast vymezena podle zákona o právech Srbů v Sasku (Gesetz über die Rechte der Sorben im Freistaat Sachsen). Vymezení hranic je stále z velké části založeno na statistikách Arnošta Muky z roku 1880. Tato praxe odpovídá proklamaci, že stát Sasko chce zachovávat a chránit srbskou oblast osídlení, přestože v některých částech tradiční oblasti osídlení, zejména ve východní části zemského okresu Zhořelec, je lužickosrbský jazyk v každodenním životě sotva přítomen.
Naproti tomu Braniborský Zákon o právech Lužických Srbů (Vendů) – (Gesetz zur Ausgestaltung der Rechte der Sorben (Wenden)) vyžaduje od komunit, které chtějí patřit do tradiční oblasti osídlení, aby vykázaly „kontinuální jazykovou a kulturní srbskou (vendskou) tradici pokračující až do současnosti.“ Toto ustanovení je kritizováno zastánci Lužických Srbů a obhájci práv menšin, protože předpokládá dobrou vůli většinové komunity vůči menšinovým Lužickým Srbům a pro některé Lužické Srby je také obtížné předložit důkaz o kontinuální tradici kvůli asimilační politice a útlaku prováděnému v minulosti Pruskem a Německem.
Obce a sdružení v oblasti osídlení jsou zodpovědné za podporu a rozvoj lužickosrbského jazyka a kultury, například za dvojjazyčné dopravní značení, značení na budovách a přítomnost lužickosrbského jazyka na veřejnosti. Bilingvální názvy a značení jsou již předepsány. V praxi však toto nařízení kromě jádrové oblasti osídlení (viz níže) není provedeno důsledně.
Oblast v současné době zahrnuje následující obce nebo jejich části:
- Ve Svobodném státě Sasko:
  - Zemský okres Budyšín (28 z 57 obcí): Bóšicy, Budestecy (mimo Jiłocy), Budyšín, Bukecy (mimo Wujezd), Dobruša-Huska (mimo Kosarnja a Noweje Wsy), Halštrow (jen Krěpjecy), Halštrowska Hola, Hodźij, Hornja Hórka, Chrósćicy, Kamjenc (Brěznja, Hlinowc, Jěžow, Kamjenc, Němske Pazlicy), Kubšicy, Kulow, Łaz, Malešecy, Njebjelčicy, Njeswačidło, Pančicy-Kukow (Wotrow, Lejno), Porchow (jen Nowy Dwór), Radwor, Rakecy, Ralbice-Róžant, Sprjewiny Doł, Wojerecy, Worklecy (Nowa Wjeska), Wóslink (jen Jitro), Wóspork a Wulka Dubrawa.
  - Zemský okres Zhořelec (14 z 53 obcí): Běła Woda, Dźěwin, Hamor, Chrjebja-Nowa Wjes, Jabłońc, Krušwica, Kwětanecy (jen Hóršow a Hóznica), Mikow, Mužakow, Rěčicy, Slepo, Trjebin, Wuskidź a Wysoka Dubrawa (mimo Drěnow, Jerchecy a Radšow).[1]
- V Braniborsku:
  - město Chotěbuz
  - Zemský okres Spréva-Nisa (21 z 29 obcí): Baršć (jen Rogow), Bórkowy, Brjazyna, Dešno-Strjažow, Drjenow, Drjowk, Feliksowy jazor (jen Błobošojce), Gatojce, Gołkojce, Góry, Grodk, Hochoza, Janšojce, Łukojce, Móst, Picnjo, Smogorjow-Prjawoz, Turjej, Turnow-Pśiłuk, Wjelcej (jen Prožym) a Wjerbno.
  - Zemský okres Dubja-Błóta (4 z 37 obcí): Běła Góra-Bělin, Lubin, Nowa Niwa a Tšupc
  - Zemský okres Hornje Błóta-Łužica (3 z 25 obcí): Kalawa, Lubnjow a Wětošow[2]

## Historická oblast lužickosrbského osídlení

### Středověk
Dnešní lužickosrbská oblast osídlení je malou částí této oblasti. Srbské historické území se rozprostíralo v polovině 9. století na západě od řeky Sály a na východě po řeky Bobr a Kwisa. Kraj, který srbské kmeny mezi 6. a 10. stoletím obydlily a ovládly, obsahoval celkem asi 40 000 kilometrů čtverečních. Slovansko-srbské kmeny se usídlily v kraji mezi lety 531 po rozpadu říše Durynků a do roku 620, do vytvoření první západoslovanské velké Sámovy říše. V této a následující době vyvine se v tomto Slovany osídleném kraji jednota srbských kmenů, které se ale s dalším vývojem kulturně a politicky rychle diferencovaly a od začátku 9. století se rozpadly na vícero kmenů.
Severně od lužického valu bydleli Lužičané se svým hustě osídleným střediskem mezi řekami Brěšća (Berste) a jejími přítoky na západě a Sprévou na východě. Nejvíce sídlišť tohoto kmene se koncentrovalo jednak v okolí řek Brěšće (Berste) a Žraki (Schrake)-Dobry, tak i v horních Blatech (německy Spreewald, dolnosrbsky Blota) v okolí Chotěbuze (německy Cottbus, dolnosrbsky Chośebuz). Okolo tohoto sídlištního jádra existovala další sídliště například při Malém Halštrově, severně a východně od Grabina (německy Finsterwalde), při Neuendorfském jezeře a při Gojacu (německy Goyatz), jakož i v okolí Bezkova. Také malá oblast osídlení ležela u Baršče (německy Forst). Podle pramenů v 9. století byl v kraji pouze jeden kmen – Lužičané, v kraji pozdější Dolní Lužice. Podle pramenů bavorského zeměpisce obsáhla sídliště Lužičanů do 9. století celý kraj mezi řekami Dubja (německy Dahme) a lesním pásmem při řece Bobr.
Jižně od Lužičanů, kteří byli po geografické stránce odděleni, ležel velmi hustě obydlený kraj kmene Milčanů. Milčansko se rozprostíralo v 9. století v asi 20 km širokém pásu mezi Kamencem a Biskopicemi na západě a Běłym Šepcem na východě. Asi od 10. století se sídliště rozšířila až do Lužických hor, do severní hole (hola je zvláštní výraz pro borovicovo-březový les, nacházející se na písčitých půdách) a do končin západně od Kamence (německy Kamenz) a Biskopic (německy Bischofswerda), k Połčnicy (německy Pulsnitz) a k střední Wjazońcy (jedná se o řeku). Také sídelní skupina okolo Mužakowa (německy Bad Muskau) zůstala izolována.
Další srbské kmeny byly například Surbi na západě. Dále Slubjeni, Žarované, Bjezunčené, Nižané (mezi Pernem a Míšní), Glomači-Dalemnici (mezi řekami Wulkeje Rědory (německy Groß Röder) a Freiberskeje Modły). Ještě i Nižičenné, Sciticini, Uolauki, Zliuvini, Koledičeni, Susloné, Chytyčené a další.

### 19. století

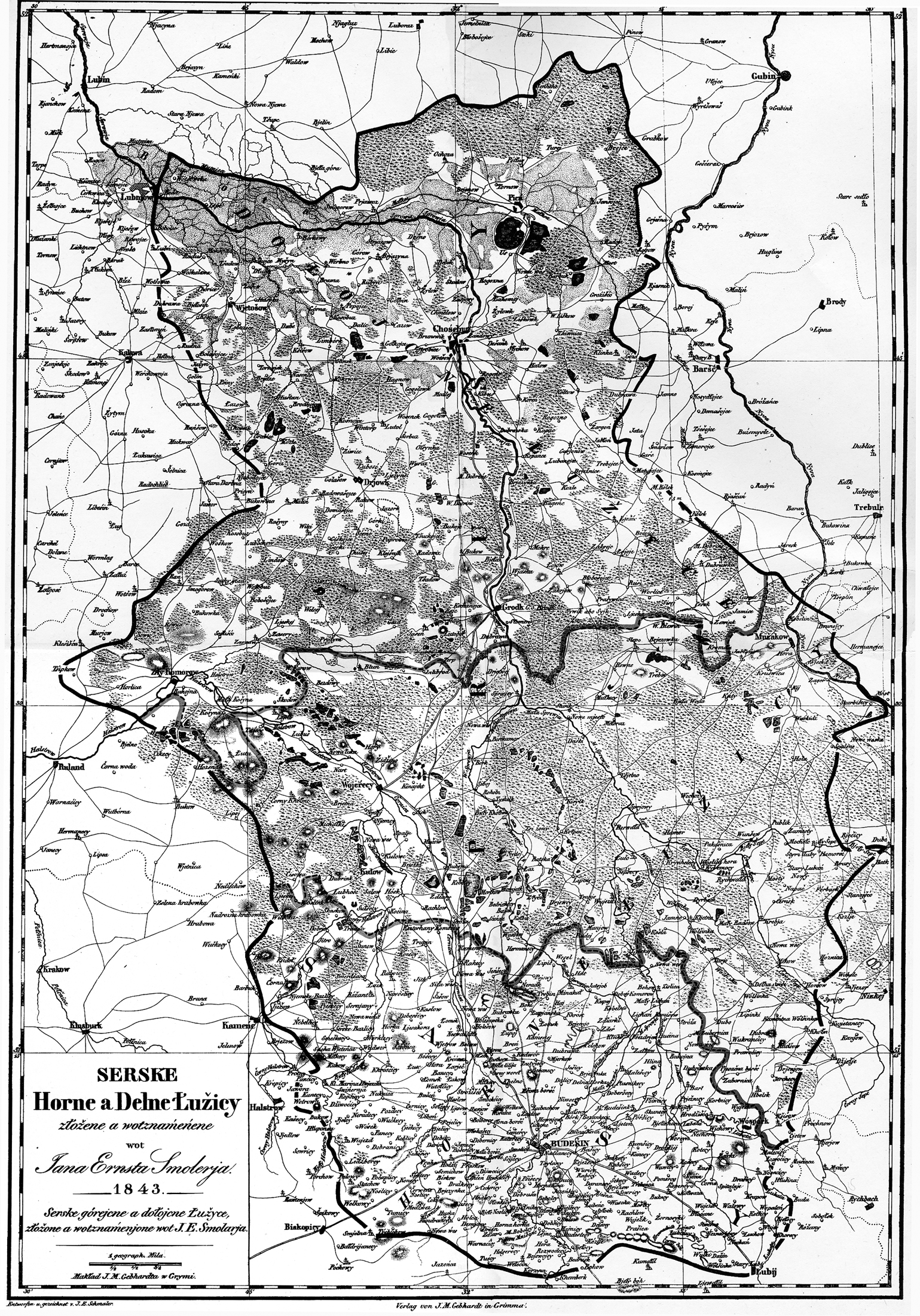
Oblast osídlení podle Smolera 1843.Arnošt Muka provedl detailnější výzkum 40 let později ve větším rozsahu.

Dr.Arnošt Muka prováděl mezi lety 1884-1886 výzkum mezi Lužickými Srby (viz literatura) a vytvořil také daleko podrobnější a přesnější mapu, která je k dispozici v tištěné podobě ve Společnosti přátel Lužice, ale bohužel není k dispozici v digitální podobě.

## Aktuální stav
Ideální rozsah jazykového území všech užívaných alternativ jazyka zobrazuje přiložená mapa. Nejsilnější zachování jazyka užívaného v každodenním životě je v nyní zejména v obcích katolické Horní Lužice, severozápadně od Budyšína. Jsou to místa: Ralbice (Ralbitz), Ralbice-Róžant (Rosenthal), Worklecy (Räckelwitz), Nebelčicy (Nebelschütz), Chrosčice (Crostwitz), Pančicy-Kukow (Panschwitz-Kuckau), Radwor (Radibor), Wotrow (Ostro), Baćon (Storcha), Hrubjelčicy (Grubschütz).